# Salzgittersee

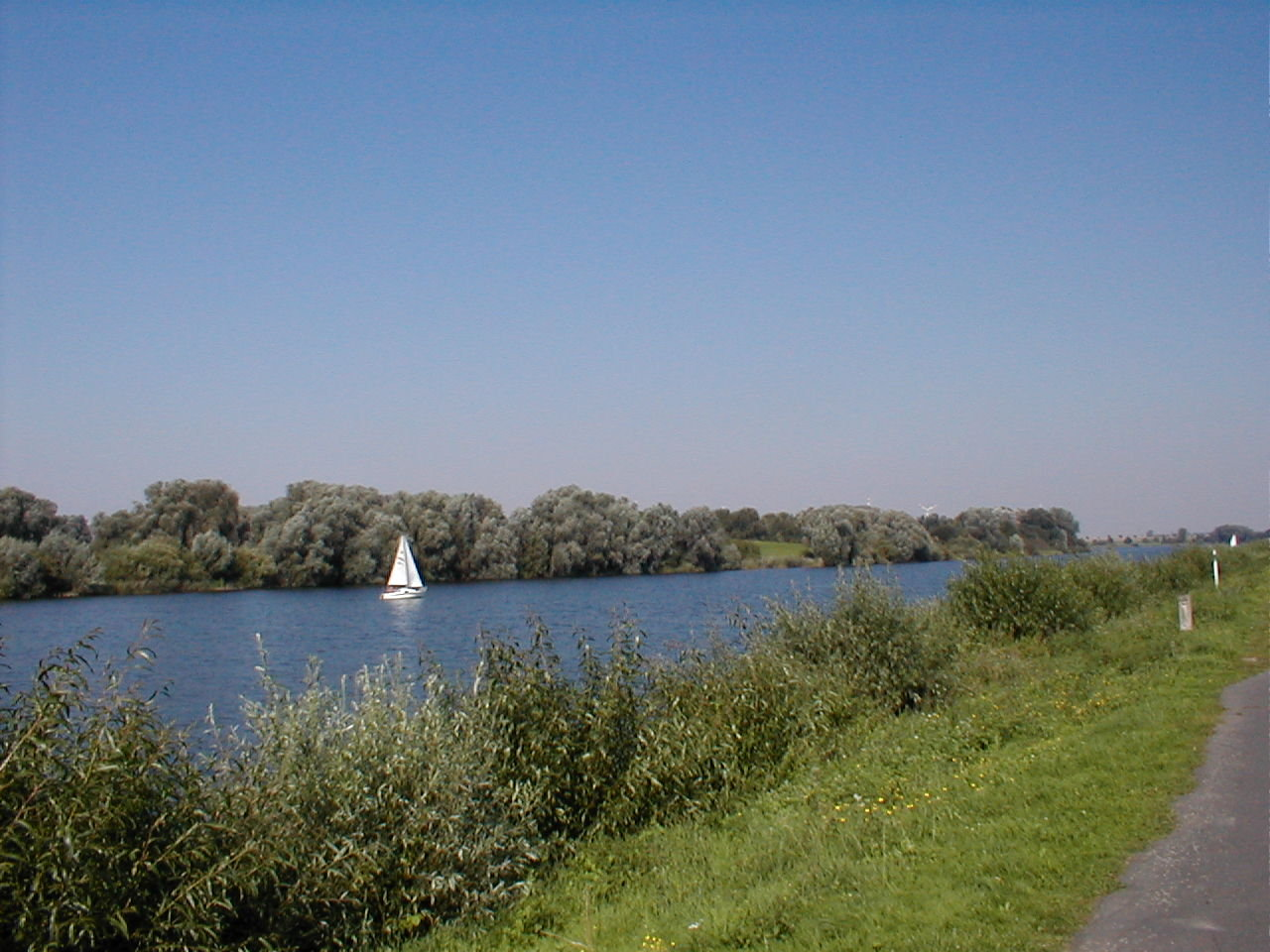
Salzgittersee, September 2005

Der Salzgittersee ist ein 2,1 km langer und 0,8 km breiter See im Westen des Salzgitteraner Stadtteils Lebenstedt, Niedersachsen. In dem 75 ha großen künstlich geschaffenen See befindet sich eine 25 ha große Insel, die über eine Brücke zu erreichen ist.

## Geschichte

### Entstehung
Die ersten Überlegungen zur Schaffung eines Erholungsgebietes in der Niederung der kleinen Flüsse Fuhse und Flote (auch Flothe, ein Nebenfluss der Fuhse) stammen aus der Mitte der 1930er-Jahre, aber erst 1958 gab es erste konkrete Planungen und 1959 wurden die Vermessungsarbeiten des Fuhsetales aufgenommen. Um die Finanzierung des Projektes zu ermöglichen, wurde der Steine und Erden GmbH (später FELS-Werke, ein Unternehmen der damaligen Salzgitter AG) die wirtschaftliche Ausbeutung des Kiesvorkommens im zukünftigen Gebiet des Sees übertragen. An der Westseite des Sees wurden ein Kies- und ein Betonwerk errichtet, in denen der ausgebaggerte Kies weiterverarbeitet wurde. Die Kiesgewinnung, die zum Ende nur noch am Nordufer betrieben wurde, wurde 1976 endgültig eingestellt.
Der erste Spatenstich zur Aufnahme der Nassbaggerarbeiten fand am 5. Oktober 1960 statt. Bereits am 27. Mai 1963 konnte eine Teilfläche des bis dahin 34 ha großen Sees für den Bade- und Wassersportbetrieb freigegeben werden. In den folgenden Jahren wurde die geplante Größe des Sees stetig erweitert, 1967 rechnete man schon mit einer Wasserfläche von 42 ha, 1968 waren es 50 ha und als endgültiges Planungsziel wurde seit April 1972 eine Fläche von 75 ha angegeben. Die Fuhse wurde zwischen 1964 und 1971 in zwei Schritten nach Westen verlegt, sodass sie den See nicht mehr durchfloss. Damit hat dieser keinen oberirdischen Zufluss und wird lediglich von einem starken Grundwasserstrom (16 l/s) gespeist, der parallel zur Flote im kiesigen Untergrund verläuft.
Die bei der Ausbaggerung des Sees aufgeschüttete 25 ha große Insel wurde 1974 durch eine Pylonbrücke mit dem westlichen Ufer verbunden. 1976/77 wurde in der Nähe zur Brücke eine Eissporthalle erbaut. Insgesamt wurden rund um den Salzgittersee 20 ha Fläche zum Spielen, zur Freizeitgestaltung und Erholung geschaffen.

### Weiterentwicklung
Derzeit wird an der Weiterentwicklung des Salzgittersees gearbeitet. 2015 wurde im Norden des Salzgittersees in der Reppnerschen Bucht ein Neubau mit Café eröffnet.
Nach dem Beschluss des Rates der Stadt Salzgitter 2016 soll der See am Ostufer eine Promenade erhalten. Zudem fanden 2018 und 2019 Beteiligungsprozesse mit den Bürgern statt, um weitere Entwicklungsmöglichkeiten rund um den See zu sammeln und zu planen.

## Freizeitbetrieb
Der Salzgittersee ist ein Freizeit- und Naherholungsgebiet der Stadt Salzgitter. Neben dem Badebetrieb an den jeweils über 1 km langen Sandstränden am Ost- und Westufer ist es auch möglich zu tauchen, schnorcheln, segeln, rudern oder surfen. Am Salzgittersee gibt es rund zehn Wassersport-Vereine. Direkt am See werden Kanus, Kajaks und alle dazugehörigen Ausrüstungen vermietet. Der Betrieb von Bootsmotoren ist untersagt.
An der Westseite wird eine kommerzielle Wasserskianlage betrieben. Der See ist von einem 15 km langen Wegenetz umgeben, an und auf ihm finden Veranstaltungen wie Volkstriathlon, Silvesterlauf, Fackelschwimmen, Drachenbootrennen, Seefest sowie Ruder- und Segelwettbewerbe statt. Seit Oktober 2008 gibt es vier ausgewiesene und vom Niedersächsischen Leichtathletik-Verband zertifizierte Laufstrecken.
Die Wasserqualität wird während der Badesaison vom Gesundheitsamt überprüft.
Ein 4500 Quadratmeter großer „Piratenspielplatz“ ist nicht weit vom Hallenfreibad zu finden. Er ist mit Kletter- und Rutschmöglichkeiten ausgestattet.
Wenn die Eisdicke des Sees im Winter mindestens 15 cm beträgt, gibt die Stadtverwaltung durch Hissen eines rot-weißen Wimpels in Höhe des Piratenspielplatzes den See innerhalb einer abgegrenzten und markierten Fläche zum Betreten frei. Zum Eislaufen kann alternativ die nahegelegene Eissporthalle genutzt werden.

### Reisemobilstellplatz und Ladestation
Direkt am Hallenfreibad wurde Anfang 2010 ein Reisemobil-Stellplatz für 20 Reisemobile angelegt. Ausgestattet ist er mit Strom- und Trinkwasserversorgung. Außerdem ist eine Ladestation für vier Elektrofahrräder vorhanden.

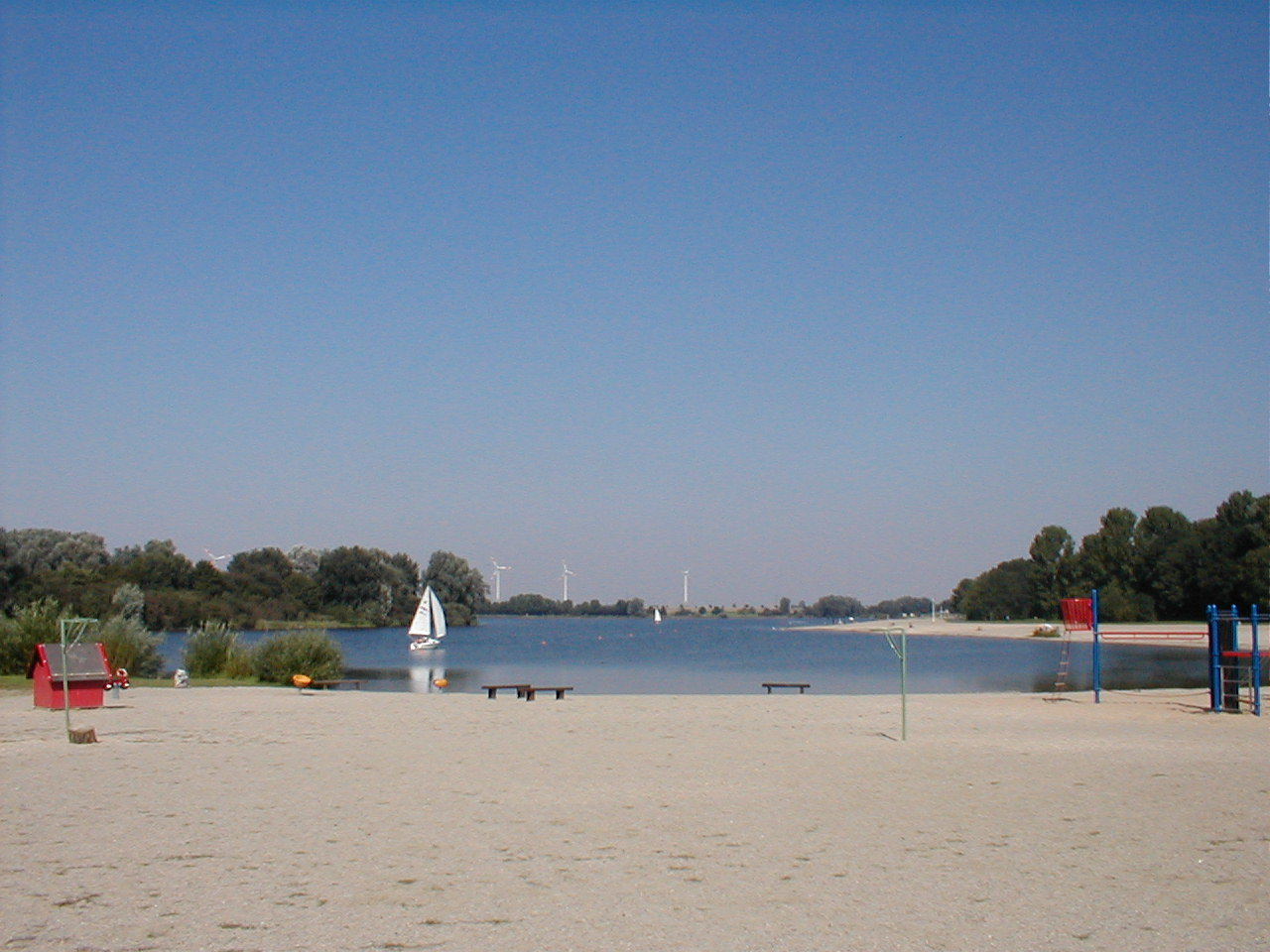
Strandbereich am See